# Gurgel (Fahrzeugmarke)

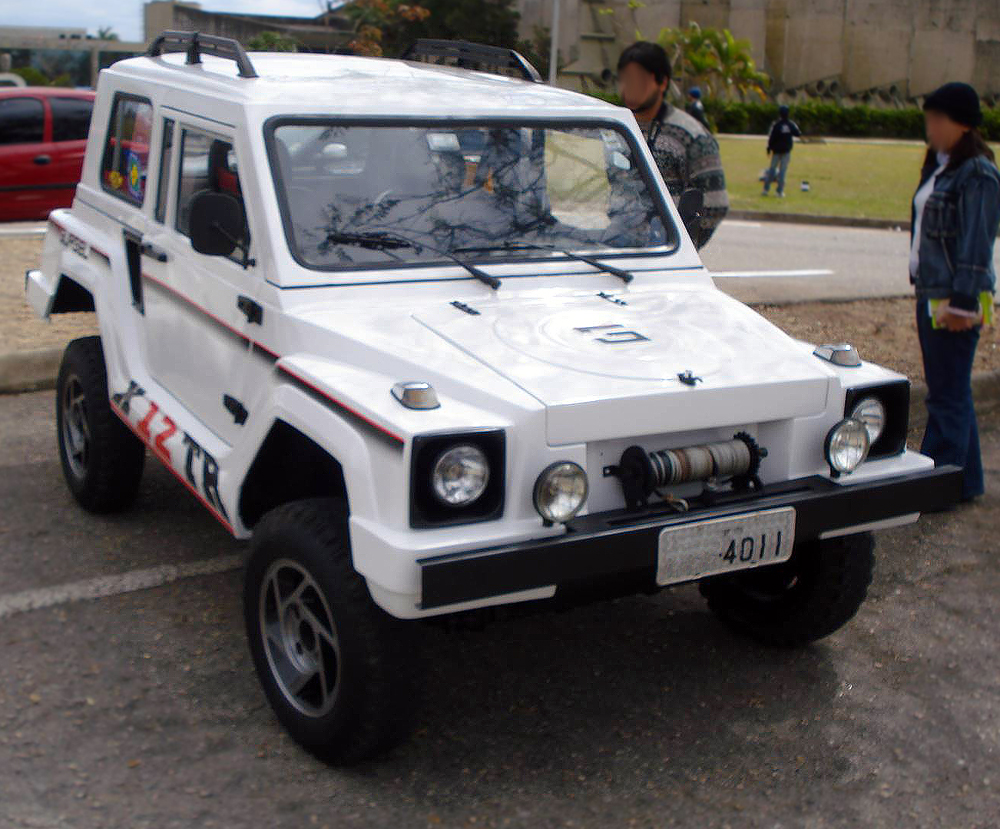
Gurgel X-12

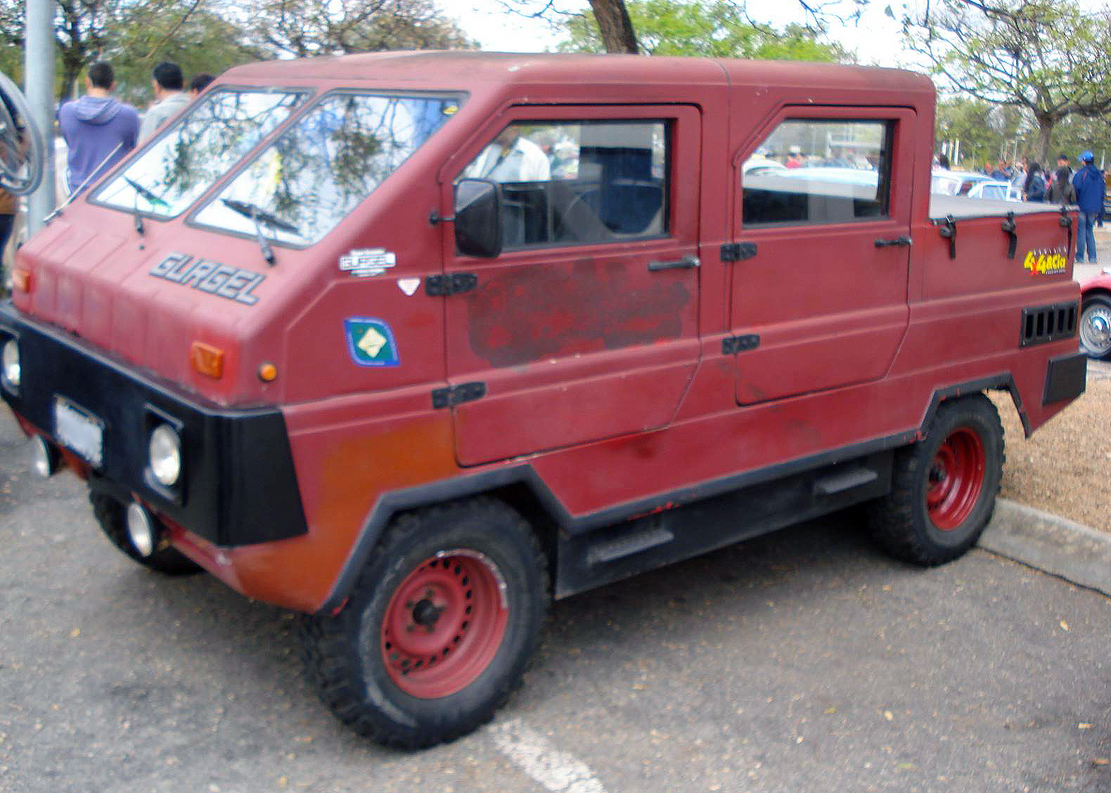
Gurgel X-15

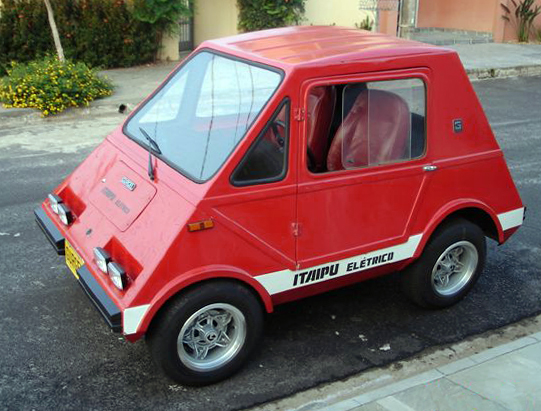
Gurgel Itaipu

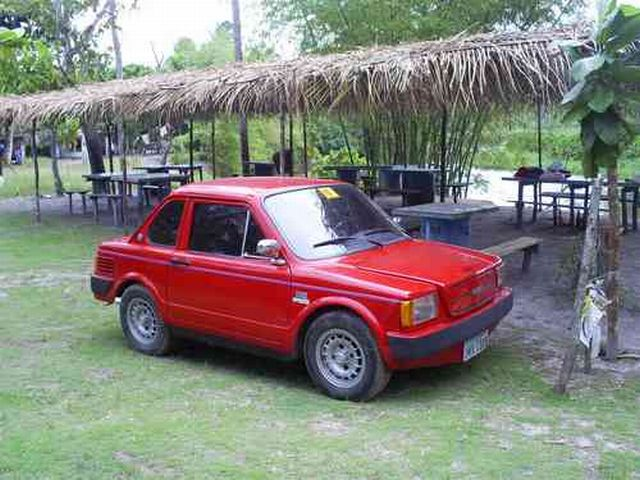
Gurgel XEF

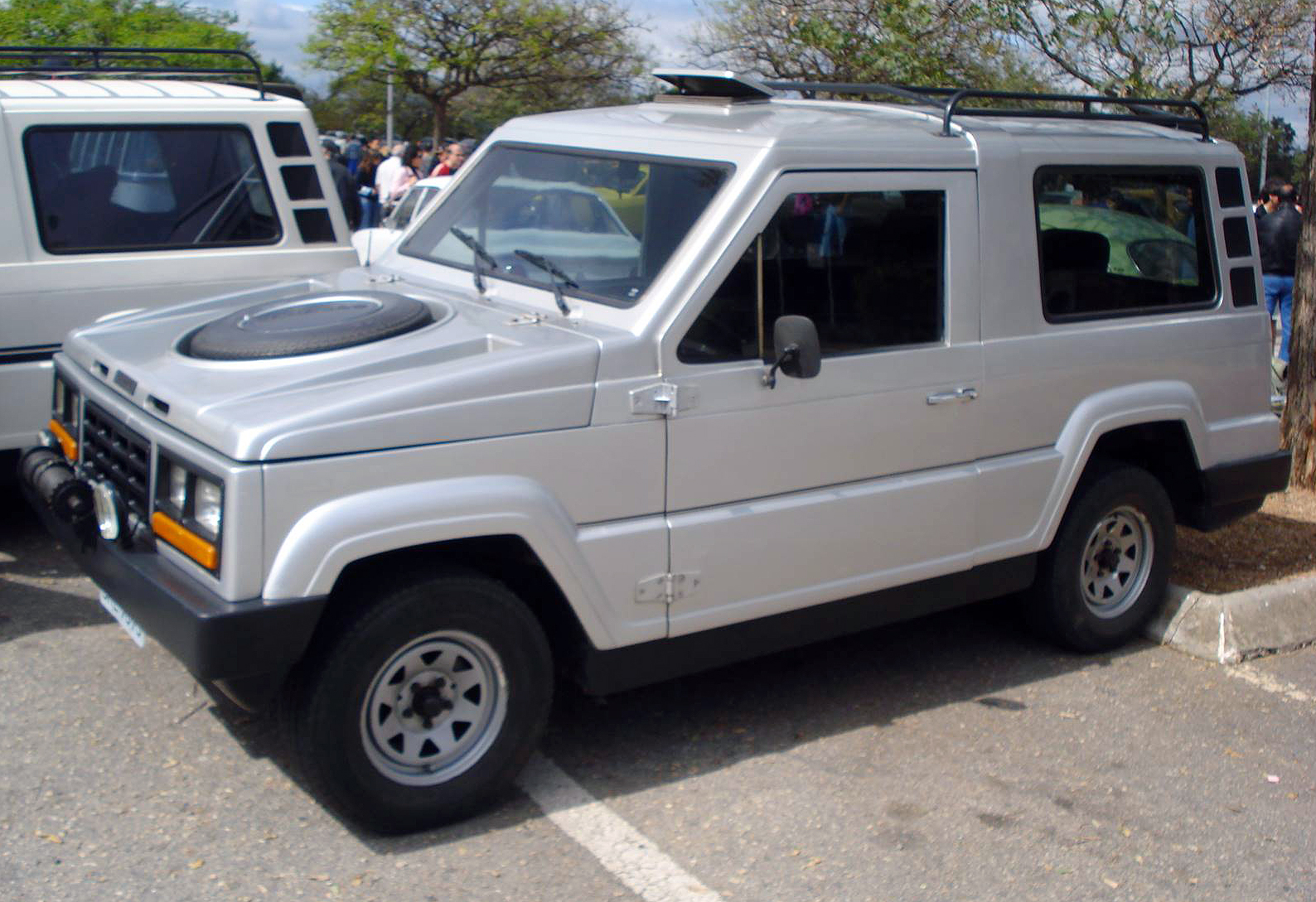
Gurgel Carajás

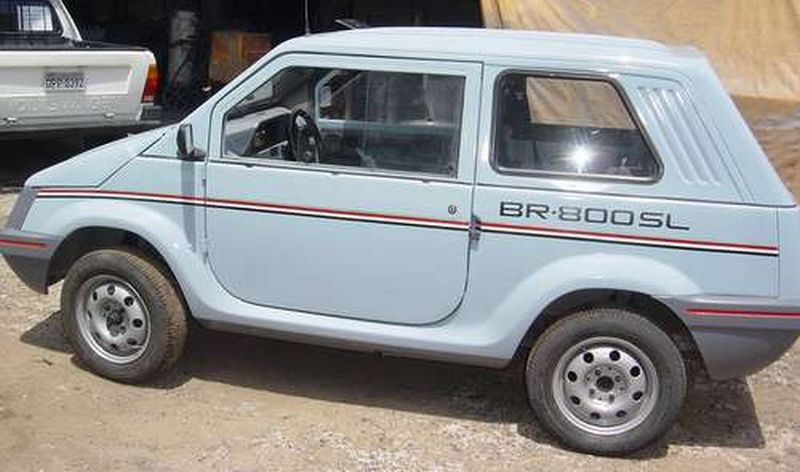
Gurgel BR-800

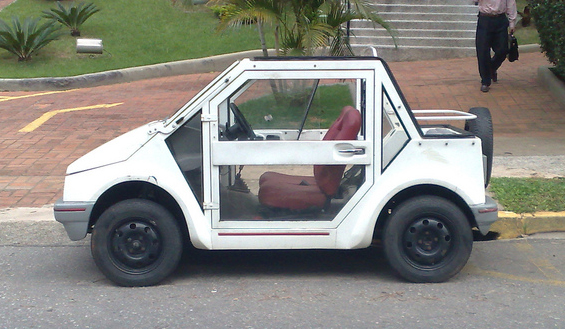
Gurgel Moto Machine

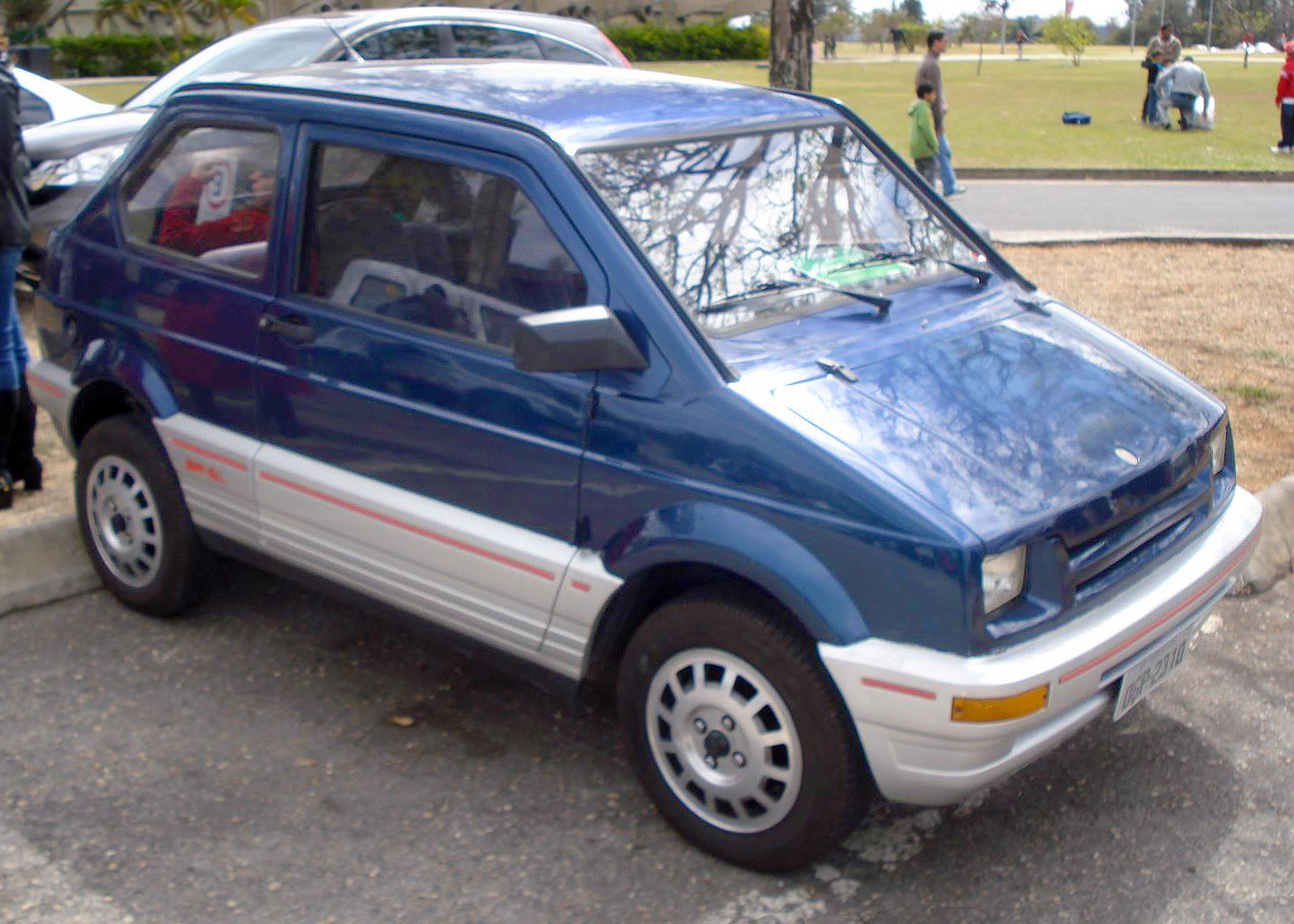
Gurgel Supermini

Gurgel ist eine brasilianische Fahrzeugmarke, unter der in der Vergangenheit auch Personenkraftwagen vermarktet wurden.

## Markengeschichte

### Moplast Moldegem de Plástico
João Augusto Conrado do Amaral Gurgel hatte bereits in den USA bei General Motors Erfahrungen in der Herstellung von Teilen aus glasfaserverstärktem Kunststoff gemacht. 1958 gründete er Moplast Moldagem de Plástico in São Paulo. Er stellte Kinderautos und Karts her. Hiervon entstanden etwa 500 Exemplare, von denen einige nach Deutschland und in die USA exportiert wurden. 1964 trat João Gurgel aus dem Unternehmen aus.

### Macan Indústria e Comércio Ltda.
João Gurgel gründete 1964 das Unternehmen Macan Indústria e Comércio Ltda. in São Paulo. Er setzte die Produktion von Kinderfahrzeugen und Karts fort. 1966 wurden vier Automobile präsentiert. Der Markenname lautete Gurgel. Die Produktion dieser Modelle begann in einem Werk in Macan. João Gurgel schied wenig später aus dem Unternehmen aus. 1968 endete die Pkw-Produktion bei diesem Unternehmen.

### Gurgel Indústria e Comércio de Veículos Ltda.
Am 1. September 1969 gründete João Gurgel das neue Unternehmen Gurgel Indústria e Comércio de Veículos Ltda., ebenfalls in São Paulo. Er setzte die Produktion unter Beibehaltung des Markennamens fort. 1974 wurde ein neues Werk in Rio Claro eröffnet. Für 1987 und 1988 wird auch eine Gesellschaft Gurgel Motores S.A. genannt. 1995 endete die Produktion. Am 14. Februar 1995 wurde die Insolvenz beantragt und das Unternehmen im September 1996 aufgelöst.
Insgesamt fertigte dieses Unternehmen etwa 43.000 Fahrzeuge. Das beste Jahr war 1991 mit 3746 Fahrzeugen.

### Gurgel Motores
Paulo Emílio Freire Lemos gründete 2004 in Presidente Prudente das neue Unternehmen Gurgel Motores. Er stellt dreirädrige Nutzfahrzeuge her. 2005 entstanden etwa 200 Fahrzeuge. 2005 wurde die Entwicklung von vierrädrigen Pkw angekündigt, die 2007 als Prototypen präsentiert wurden. Deren Serienproduktion sollte in der zweiten Hälfte 2008 beginnen. Das Unternehmen selbst gibt 2016 den Sitz mit Três Lagoas an.

## Fahrzeuge
Von 1958 bis 1964 entstanden Karts. Zunächst trieb ein Einzylinder-Viertaktmotor von Briggs & Stratton mit 125 cm³ Hubraum und 6 PS Leistung die Fahrzeuge an. Der Gurgel II von 1961 hatte einen Rohrrahmen und eine Karosserie aus GFK. Der Motor mit 130 cm³ Hubraum und 10 PS Leistung war luftgekühlt. Der Mocar war ein kleines Transportfahrzeug zur Lastenbeförderung. Er hatte einen Zweitaktmotor mit 125 cm³ Hubraum und 7,5 PS Leistung.
Ab 1964 entstanden zunächst die bisher bekannten Kinderautos, Karts und das Transportfahrzeug. Der Gurgel Jr II war ein Kinderauto mit 210 cm Länge, der dem Ford Mustang ähnelte. Ein weiteres Kinderauto war dem VW Karmann-Ghia Typ 14 nachempfunden. Eine Weiterentwicklung des Gurgel II führte zu einem Modell mit einem wassergekühlten Zweizylindermotor mit 350 cm³ Hubraum und 12 PS. Darauf folgte der Gurgel G-400 mit einem luftgekühlten Motor mit 400 cm³ Hubraum und 18 PS Leistung.
1966 kam es zu einer Vereinbarung mit Volkswagen do Brasil. Vier Fahrzeuge mit einer Kunststoffkarosserie auf dem Fahrgestell vom VW Käfer wurden auf einer Messe präsentiert. Dies waren die sportlichen Ausführungen Ipanema, Enseada und Augusta sowie der Xavante als Nutzfahrzeug. Diese Fahrzeuge gingen dann in Produktion. Ein Vierzylinder-Boxermotor mit 1200 cm³ Hubraum und 36 PS Leistung trieb die Fahrzeuge an. Motoren mit 1300 cm³ Hubraum und 1500 cm³ Hubraum waren zumindest geplant.
Ab 1968 ist der Ipanema überliefert. 1970 wurde der VW-Buggy Bugato eingeführt, der etwa 20 Käufer fand.
1972 wurde der bisherige Plattformrahmen durch einen selbst hergestellten Rohrrahmen ersetzt. Der Xavante XT-72 wurde trotz des fehlenden Allradantriebs mit dem Jeep verglichen. Weiterentwicklungen führten 1973 zum Xavante XT-73, der auf Wunsch einen größeren Motor mit 1600 cm³ Hubraum erhielt, und 1974 zum Xavante XT-74.
Der Xavante wurde zum X-10, X-20, X-12, X-15, G-15 und G-800 weiter entwickelt.
Der Itaipu war ein Pkw-Prototyp mit Elektromotor. Als Nutzfahrzeug ging er in kleine Serienproduktion.
Der MC-1000 war ebenfalls ein Nutzfahrzeug.
Der XEF war eine kleine Limousine. 1981 vorgestellt, ging das Modell erst 1983 in Serienproduktion. Das Fahrzeug war 312 cm lang und wog 680 kg. Ein VW-Motor mit 54 PS Leistung war im Heck montiert und trieb die Hinterräder an. Geplant war, monatlich 100 Fahrzeuge herzustellen. Doch entstanden bis 1986 insgesamt nur etwa 100 Fahrzeuge. Der hohe Preis, der über dem Preis eines VW Passat lag, war daran schuld.
Der 1984 eingeführte Geländewagen Carajás war erfolgreich und wurde bis 1994 hergestellt.
Der BR-800 war ein Kleinstwagen. Planungen sahen eine Zweizylindermotor mit 800 cm³ Hubraum, 250 cm Länge und 230 kg Gewicht vor, später einen Einzylindermotor mit 400 cm³ Hubraum, 320 cm Länge, 270 kg Gewicht und die Hälfte des Preises eines VW Käfers. Hoffnungen auf den Motor des Citroën 2 CV zerschlugen sich. Insgesamt entstanden etwa 4500 Fahrzeuge dieses Modells.
Der Moto Machine wurde ab Dezember 1991 hergestellt. Der Supermini ersetzte 1992 den BR-800.
Seit 2004 entstehen dreirädrige Nutzfahrzeuge, auch als Zugmaschine, sowie Gabelstapler.